# Casa Mirambell
Casa Mirambell és una casa gòtica de Banyoles (Pla de l'Estany) inclosa a l'Inventari del Patrimoni Arquitectònic de Catalunya.

## Descripció
Edificació dels segles XV-XVI construïda amb pedra de Banyoles. La porxada inferior, ara adaptada per a botiga, sembla que forma part dels porxos oberts que constituïen la primigènia pl. de la Font. Pedra molt més treballada al registre inferior de les arcades que a la resta del mur. Tipologia de la típica casa urbana –planta baixa, pis i golfes– però en aquest cas de casa senyorívol. Finestres d'arc conopials i esculturada. A la part superior, distribució desigual de les obertures. Coberta de teules àrabs. Motllura ornamental sota la filera de teules per a la recollida de l'aigua de la pluja. Arcades d'arc rodó.
La finestra de la casa té un balcó de forma rectangular i ben emmarcat. L' interès veritable d'aquest element ens ve donat per l'acabament superior de molt bella factura i d'una clara incidència gòtica. La seva descripció tipològica seria de la manera següent: un arc conopial molt ben dibuixat i marcat per un lleuger buidat - cistellat de la pedra; en el timpà decoració de trilobulat, motius floral; a cada un dels extrems de l'arc s'hi troba esculturat un escut. Tot aquest conjunt està limitat per l'emmarcament d'una motllura que l'envolta; a la base de les motllures laterals hi troben esculturats un lleó amb actitud de guardià i com a símbol de poder i fortalesa.

## Història
Com aportació històrica sobre les vicissituds de la casa n'existeix un referent a l'obertura de les arcades, per tal raó i segons un memorial elevat a l'Ajuntament el dia 7 de desembre de 1788, l'amo de la casa en aquell temps, l'Escrivent de la vila, Francesc Surroca i Joals demana llicència per a tapiar els arcs, al·legant, amb tot detall, raons d'higiene, moral i de seguretat, a més de declarar que les voltes ja no serveixen d'utilitat per a la casa i, com segurament devien servir quan es van aixecar (s. XIV-XV). L'Ajuntament precedit per Manuel Costabella, Batlle de la Vila i Terme, resolt sense la sol·licitud i es concedeix llicència i facultat al propietari per a tapiar els arcs. Avui enderrocades les parets de tàpia i amb les degudes llicències, hi ubiquen una botiga de perfums.
La finestra-balcó, segurament aquest balcó seria originàriament una finestra. La mateixa casa, com que fa cantonada, pel carrer Major ostenta un altre bell exemple de finestra-balcó de tipologia goticitzant.